# Danalia curvata
Danalia curvata là một loài chân đều trong họ Cryptoniscidae. Loài này được Fraisse miêu tả khoa học năm 1878.